# Resolució 2183 del Consell de Seguretat de les Nacions Unides
La Resolució 2183 del Consell de Seguretat de les Nacions Unides fou adoptada l'11 de novembre de 2014. El Consell va renovar el mandat de l'EUFOR Althea durant un any més.
La resolució fou aprovada per 14 vots a favor i cap en contra. Rússia es va abstenir perquès no es va tenir en compte les observacions del país sobre la integració de Bòsnia i Hercegovina en les estructures de l'OTAN i la Unió Europea, ja que considerava que corresponia a la població del país decidir si volia integrar-se en les estructures europees en un futur. Xina era de la mateixa opinió, però va donar suport a la resolució.

## Contingut
El retorn coordinat dels refugiats era crucial per a una pau duradora. S'havia aconseguit molt en els dinou anys posteriors a la signatura de l'acord de Dayton, però encara no estava plenament implementat. Tot i que la situació política era estable, s'havia ajornat l'exeució El país era tranquil i estable, i les autoritats van poder fer front a les amenaces. Tanmateix, l'implementació de l'agenda 5 + 2 ha quedat enrere.
Calia que Bòsnia i Hercegovina s'integrés en el món occidental i esdevingués un país europeu modern i democràtic. S'havia convocat eleccions pel 12 d'octubre de 2014, i malgrat la satisfacció popular s'havien demanat observadors de l'OSCE. Les autoritats també havien de respondre a la demanda de la seva població per a millors condicions socials i econòmiques.
EUFOR Althea ha treballat amb èxit en l'enfortiment i la formació dels serveis propis de seguretat del país i els ha reforçat quan la situació ho requeria. El 20 d'octubre de 2014, els ministres d'Afers Exteriors europeus també van decidir que la missió continuaria exercint un paper militar. Els països afectats van rebre el permís per estendre EUFOR Althea i la seu de l'OTAN a Bòsnia i Hercegovina durant 12 mesos més.